# Marizza, genannt die Schmugglermadonna
Marizza, gennant die Schmugglermadonna est un film allemand réalisé par Friedrich Wilhelm Murnau, sorti en 1921.
Il ne subsiste que des fragments du film.

## Synopsis
Lasse de sa vie hors la loi, Marizza, qui travaille pour un contrebandier dans un champ de pommes de terre, essaie de commencer une nouvelle vie sur le domaine de Mme Avricolos.

## Fiche technique
- Titre original : Marizza, gennant die Schmugglermadonna
- Réalisation : F.W. Murnau
- Scénario : Wolfgang Geige, Hans Janowitz
- Direction artistique : Heinrich Richter
- Photographie : Karl Freund
- Production : Erwin Rosner
- Société(s) de production : Helios Film
- Pays d'origine :  République de Weimar
- Langue originale : allemand
- Genre : drame
- Durée : 50 minutes
- Format : muet
- Couleurs : noir et blanc
- Dates de sortie :
  -  République de Weimar : 20 janvier 1922 Berlin
- Studios : Jofa-Atelier, Johannisthal (Berlin)

## Distribution
- Tzwetta Tzatschewa : Marizza
- Adele Sandrock : Mrs. Avricolos
- Harry Frank : Christo
- Hans Heinrich von Twardowski : Antonino
- Leonhard Haskel : Pietro Scarzella
- Greta Schröder : Sadja, la fille de Scarzella
- Maria Forescu : la vieille Yelina
- Albrecht Viktor Blum : Mirko Vasics
- Max Nemetz : Grischuk
- Toni Zimmerer : Haslinger